# Hàng không năm 1925
Đây là danh sách các sự kiện hàng không nổi bật xảy ra trong năm 1925:

## Các sự kiện
- Tại Đức, những bộ phim câm được trình chiếu trên các chuyến bay dân dụng thương mại lần đầu tiên.

### Tháng 1
- 1 tháng 1 - Hãng hàng không Pháp CIDNA được thành lập.

### Tháng 3
- 1 tháng 3 - Ryan Airlines bắt đầu các chuyến bay thường xuyên.

### Tháng 4
- 13 tháng 4 - Các hoạt động vận chuyển hàng hóa trên máy bay được thực hiện lần đầu tiên ở Mỹ.
- 15 tháng 4 - Ukvozdukhput bắt đầu hoạt động ở Ukraina

### Tháng 5
- 1 tháng 5 - Quân đoàn Không quân Quân đội Thiên hoàng được thành lập.

### Tháng 6
- 13 tháng 6 - Western Air Express được sáng lập.

### Tháng 8
- 5 tháng 8 - Lloyd Aero Boliviano bắt đầu hoạt động.

### Tháng 9
- 2 tháng 9 - Khí cầu Zeppelin USS Shenandoah bị phá hủy trong một cơn bão, giết chết 14 người.

### Tháng 10
- 15 tháng 10 - Một chiếc de Havilland DH.53 Humming Bird đã được phóng lên thành công từ khí cầu British airship R.33
- 18 tháng 10 - Sadi Lecointe giành chiến thắng trong cuộc đua giành Cúp Beumont, với vận tốc là 194 mph (312 km/h).
- 26 tháng 10 - Cúp Schneider được tổ chức tại Baltimore, Mỹ. Người chiến thắng là Jimmy Doolittle (người Mỹ) trên một chiếc Curtiss R3C, đạt vận tốc 374.2 km/h (232.6 mph).

## Chuyến bay đầu tiên
- Potez 25
- Aero A.11

### Tháng 1
- 3 tháng 1 - Fairey Fox
- 5 tháng 1 - Short Singapore

### Tháng 2
- Gloster Gamecock
- 22 tháng 2 - de Havilland Moth

### Tháng 3
- 10 tháng 3 - Supermarine Southampton

### Tháng 5
- 10 tháng 5 - Armstrong Whitworth Atlas

### Tháng 7
- 6 tháng 7 - Douglas DAM
- 7 tháng 7 - Boeing 40
- 29 tháng 7 - Blériot 155

### Tháng 8
- 24 tháng 8 - Supermarine S Series

### Tháng 11
- 9 tháng 11 - Fairey Firefly (biplane)
- 26 tháng 11 - Tupolev TB-1

## Bắt đầu hoạt động

### Tháng 5
- 15 tháng 5 - Junkers G.23 thuộc Swedish Air Lines